# William Aberhart
William Aberhart (Kippen, 30 de dezembro de 1878 - Vancouver, 23 de maio de 1943), também conhecido como Bible Bill por suas sinceras opiniões batistas, foi um político canadense e o sétimo primeiro-ministro de Alberta (de 1935 até sua morte em 1943). Ele foi o fundador e primeiro líder do Partido do Crédito Social de Alberta, que acreditava que a Grande Depressão era causada por pessoas comuns que não tinham o suficiente para gastar. Portanto, Aberhart argumentou que o governo deveria dar a cada Albertan US $ 25 por mês para gastar para estimular a economia, fornecendo o poder de compra necessário para permitir que os clientes necessitados comprassem de empresas em espera.
Durante seu mandato, Aberhart fez campanha e instituiu vários programas de combate à pobreza e alívio da dívida, além de outras reformas governamentais, como a consolidação dos numerosos distritos escolares de Alberta em divisões escolares centralizadas e a conservação dos recursos naturais. Suas tentativas de reforma bancária tiveram menos sucesso, impedidas pela oposição do governo federal, pelos tribunais, pelos jornais privados e por uma coalizão de partidos liberais e conservadores.